# Renault Type NO
Der Renault Type NO war ein Personenkraftwagenmodell der Zwischenkriegszeit von Renault. Er wurde auch 15 CV genannt.

## Beschreibung
Die nationale Zulassungsbehörde erteilte am 16. Juni 1924 seine Zulassung. Vorgänger war der Renault Type MT, wenngleich der noch einige Zeit parallel produziert wurde. 1925 führte eine Modellpflege zum Type NO 1. 1926 folgte der Nachfolger Renault Type PG.
Der wassergekühlte Vierzylindermotor mit 85 mm Bohrung und 140 mm Hub hatte 3178 cm³ Hubraum. Die Motorleistung wurde über eine Kardanwelle an die Hinterachse geleitet. Die Höchstgeschwindigkeit war je nach Übersetzung mit 47 km/h bis 59 km/h angegeben.
Bei einem Radstand von 338 cm und einer Spurweite von 144 cm war das Fahrzeug 440 cm lang und 165,5 cm breit. Der Wendekreis war mit 13 Metern angegeben. Das Fahrgestell wog 1080 kg. Zur Wahl standen Tourenwagen und Pullman-Limousine.
Der Tourenwagen kostete zunächst 36.000 Franc und im Folgejahr 38.500 Franc. Für die Limousine sind Preise von 40.200 und 42.500 Franc überliefert.
Die Modellpflege 1926 brachte runde vordere Kotflügel, genau wie bei der Luxusausführung Renault Type NE, behielt aber das runde Emblem an der Front bei. Der Renault Type NS stellte eine Variante mit niedrigerem Fahrgestell dar.